# کیکه پالمر
لارن کیانا «کیکه» پالمر (Lauren Keyana "Keke" Palmer؛ زاده ۲۶ اوت ۱۹۹۳) بازیگر، خواننده و شخصیت سرشناس تلویزیونی آمریکایی است. او که به خاطر ایفای نقش‌های اصلی و شخصیتی در تولیدات کمدی-درام شناخته شده‌است و یک جایزه امی ساعات پربیننده، پنج جایزه ایمیج، و نامزد دریافت جایزه امی در طول روز و یک جایزهٔ انجمن بازیگران فیلم دریافت کرده‌است. او در فهرست تأثیرگذارترین افراد جهان در سال ۲۰۱۹ مجله تایم قرار گرفت.
پالمر اولین بازی خود را در آرایشگاه ۲: بازگشت به تجارت (۲۰۰۴) انجام داد. او بعداً در فیلم تلویزیونی کلاه پشمی (۲۰۰۴) ظاهر شد و با بازی در فیلم درام آکیلا و زنبور (۲۰۰۶) به موفقیت دست یافت. او به عنوان یک بازیگر برجسته کودک شناخته شد و با نقش‌هایی در گردهمایی خانواده مادی (۲۰۰۶)، بپر داخل!، نظافتچی (هر دو ۲۰۰۷) و روان‌پزشک (۲۰۰۹) شناخته شد. او اولین آلبوم استودیویی خود را با نام خیلی ناخوشایند در سال ۲۰۰۷ منتشر کرد.
پالمر برای نقش‌هایش در نیکلودئون، همچون به تصویر کشیدن شخصیت همنام در کمدی ترو جکسون، معاون (۲۰۰۸–۲۰۱۱)، ارائه صدای آیشا در احیای نیکلودئون از وینکس کلاب (۲۰۱۱–۲۰۱۴) مورد توجه قرار گرفت. پالمر پس از بازی در فیلم موزیکال درام سر و صدای شاد (۲۰۱۲) و پویانمایی ماجراجویی عصر یخبندان: رانش قاره‌ای (۲۰۱۲)، با فیلم بیوگرافی اصلی وی‌اچ‌وان در ۲۰۱۳ به نقش‌های بالغ تبدیل شد. پس از آن در فیلم هیجان انگیز جانور (۲۰۱۴)، سریال ترسناک کمدی ملکه‌های جیغ (۲۰۱۵–۲۰۱۶)، سریال درام ایستگاه برلین (۲۰۱۷–۲۰۱۹)، سریال اسلشر جیغ (۲۰۱۹) و فیلم درام جنایی شیادان (۲۰۱۹) بازی کرد. در سال ۲۰۲۱، او جایزه امی ساعات پربیننده را برای نقش‌هایش در سریال نوبت کیکه پالمر با تیلورها دریافت کرد.
از زمان بازی در خیلی ناخوشایند، پالمر سه آلبوم چندآهنگه منتشر کرده‌است. او مجری برنامه گفتگوی فقط کیکه (۲۰۱۴) و مجری برنامه گفتگوی استرهان، سارا و کیکه (۲۰۱۹–۲۰۲۰) در کنار سارا هاینس و مایکل استرهان بود. استراهان، سارا و کیکه برای او نامزدی جایزه امی را برای مجری برنامه‌های گفتگوی سرگرمی برجسته به ارمغان آوردند. در سال ۲۰۲۰، او مجری جوایز ویدئو موسیقی ام‌تی‌وی وی بود و اولین زن رنگین‌پوستی بود که مجری این مراسم شد. پالمر در سال ۲۰۲۲ در فیلم جواب منفی ظاهر خواهد شد و همچنین قرار است در فیلم لایت‌یر صداپیشگی ایزی هاثورن را در کنار کریس ایوانز که در نقش باز لایتیر ظاهر می‌شود، اجرا کند.

## فیلم‌شناسی

### فیلم

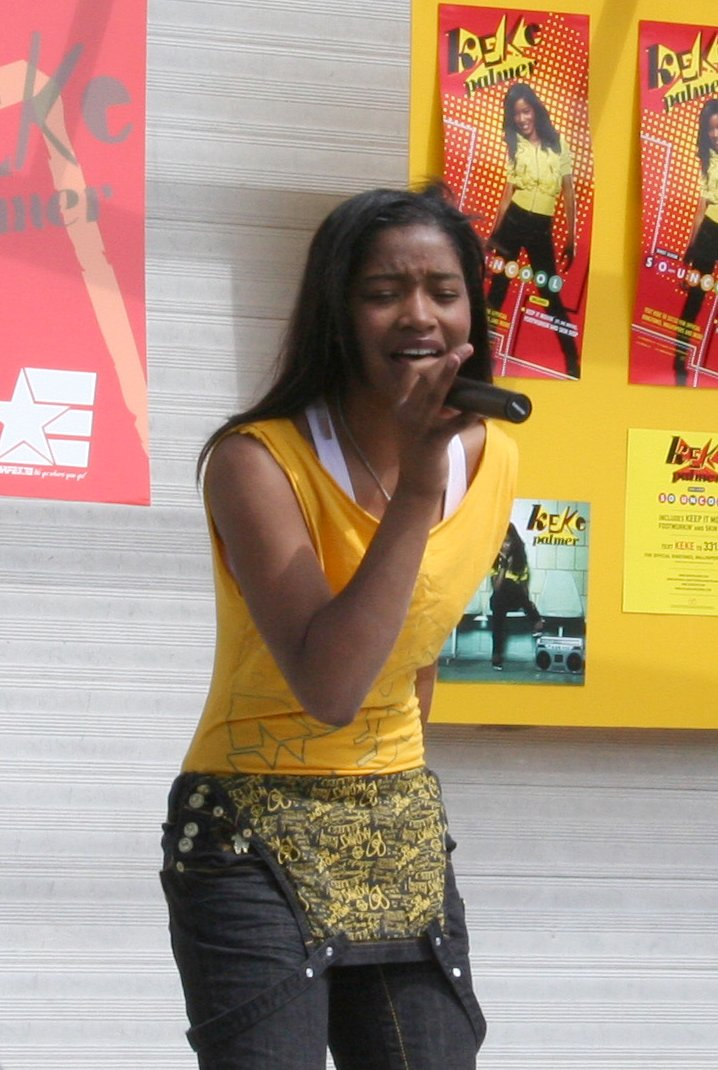
پالمر در حال اجرا در مارس ۲۰۰۸

| به فیلم‌هایی اشاره دارد که هنوز اکران نشده‌اند | به فیلم‌هایی اشاره دارد که هنوز اکران نشده‌اند |

| سال  | عنوان                       | نقش                   | یادداشت    |
| ---- | --------------------------- | --------------------- | ---------- |
| ۲۰۰۴ | آرایشگاه ۲: بازگشت به تجارت | خواهرزاده جینا        |            |
| ۲۰۰۶ | آکیلا و زنبور عسل           | آکیلا اندرسون         |            |
| ۲۰۰۶ | گردهمایی خانواده مادی       | نیکی گریدی            |            |
| ۲۰۰۷ | نظافتچی                     | رز کاتلر              |            |
| ۲۰۰۸ | لانگ‌شاتس                    | یاسمین پلامر          |            |
| ۲۰۰۸ | افسانه‌های ناپایدار          | لاک پشت کریستال (صدا) |            |
| ۲۰۰۹ | روان‌پزشک                    | جما                   |            |
| ۲۰۱۲ | عصر یخبندان: رانش قاره‌ای    | پیچز (صدا)            |            |
| ۲۰۱۲ | سر و صدای شاد               | اولیویا هیل           |            |
| ۲۰۱۴ | جانور                       | آلیسا                 |            |
| ۲۰۱۴ | رویاهای امپراتوری           | سامارا                |            |
| ۲۰۱۵ | محبت برادرانه               | جکی                   |            |
| ۲۰۱۶ | عصر یخبندان: مسیر برخورد    | پیچز (صدا)            |            |
| ۲۰۱۸ | پیمپ                        | ونزدی                 |            |
| ۲۰۱۹ | شیادان                      | مرسدس                 |            |
| ۲۰۲۰ | ۲ دقیقه شهرت                | اسکای                 |            |
| ۲۰۲۲ | آلیس                        | آلیس                  |            |
| ۲۰۲۲ | لایت‌یر                      | ایزی هاثورن (صدا)     |            |
| ۲۰۲۲ | جواب منفی                   | جیل هیوود             |            |
| ۲۰۲۳ | مرگ با تشریفات پزشکی        |                       | فیلمبرداری |

### گزیدهٔ آثار تلویزیونی
| سال     | عنوان                           | نقش                   | یادداشت‌ها                                               |
| ------- | ------------------------------- | --------------------- | ------------------------------------------------------- |
| ۲۰۰۴    | پرونده سرد                      | آرلین (۱۹۳۹)          | قسمت: «The Letter»                                      |
| ۲۰۰۵    | بخش فوریت‌های پزشکی              | جانل پارکرسون         | قسمت: «The Show Must Go On»                             |
| ۲۰۰۵    | نظم و قانون: واحد قربانیان ویژه | تاشا رایت             | قسمت: «Storm»                                           |
| ۲۰۰۷    | بپر داخل!                       | مری توماس             | فیلم تلویزیونی                                          |
| ۲۰۱۰    | کلیولند شو                      | برندی (صدا)           | قسمت: «Harder, Better, Faster, Browner»                 |
| ۲۰۱۱    | دگراسی: نسل بعدی                | خودش                  | قسمت: «Boom Boom Pow: Part 1» و «Boom Boom Pow: Part 2» |
| ۲۰۱۱–۱۵ | وینکس کلاب                      | آیشا (صدا)            | نقش اصلی (فصل ۳–۶)                                      |
| ۲۰۱۳    | ۹۰۲۱۰                           | الیزابت رویس هاروود   | نقش تکرار شونده (فصل ۵)                                 |
| ۲۰۱۴    | فمیلی گای                       | پم (صدا)              | قسمت: «Baby Got Black»                                  |
| ۲۰۱۴    | آناتومی گری                     | شریل جفریس            | قسمت: «We Gotta Get Out of This Place»                  |
| ۲۰۱۴    | کارشناسان سکس                   | کورال آندرس           | نقش تکرار شونده (فصل ۲)                                 |
| ۲۰۱۵–۱۶ | ملکه‌های جیغ                     | زیدی ویلیامز          | نقش اصلی                                                |
| ۲۰۱۶    | بابل گاپیز                      | استایلی (صدا)         | قسمت: «Guppy Style!»                                    |
| ۲۰۱۹    | مرغ ربات                        | فراولن هاپشتاین (صدا) | قسمت: «Musya Shakhtyorov in: Honeyboogers»              |
| ۲۰۲۰    | جوایز ویدئو موسیقی ام‌تی‌وی ۲۰۲۰  | خودش                  | میزبان                                                  |